# Јадранка Барјактаровић
Јадранка Барјактаровић (Беране, 11. новембар 1981) је црногорска и српска пјевачица. Током 2020. и 2021. имала је неколико контроверзних наступа који су наишли на бројне осуде и критике у Србији, Републици Српској и дијелу јавности Црне Горе.

## Биографија
Рођена је 1981. године у општини Иванград гдје је одрасла и завршила основно и средње образовање.
Године 2005. заузела је треће мјесто у другој сезони музичког такмичења Звезде Гранда.
Двије године доцније је освојила прву награду на фестивалу у Цетињу са пјесмом Твоја ноћ и моја зора.
Године 2009. Гранд продукција објавила је први први албум Јадранке Барјактаревић под називом Крв сам твоја. На поменутом албуму поред шест пјесама, нашле су се и пјесме Лака и Неотпорна, али и пјесма Твоја ноћ и моја зора. Посебно је истакнута пјесма Лака, сингл из 2005. године који се издвојио и сматра се једном од њених најбољих песама.

### Контроверзе
У септембру 2020. године, Барјактаревић је доспјела у средиште пажње јавности након што је на наступу у Подгорици отпјевала пјесму српског пјевача Митра Мирића „Не може нам нико ништа”, са прерађеним текстом „Не може нам нико ништа јачи смо од Србије”. Након наступа, велики број пјевача и медија из Црне Горе и Србије осудио је њен наступ, сматрајући да се ради о говору мржње.
Послиједице њенога исказивања мржње према земљи и народу у којем је стварала, почела су отказивања скоро свих наступа у Србији и Републици Српској.
У фебруару 2021. она је пред локалне изборе у Никшићу снимила спот за пјесму „Црна Гора је мој дом”  о црногорскоме национализму као подршка Демократској партији социјалиста Мила Ђукановића. На видео-запису на јутјубу уклоњени су прикази односа свиђања и несвиђања, а коментари су забрањени. То се дешавало у вријеме када су анкете показивале да ће просрпска коалиција „За будућност Црне Горе” побједити ДПС, који је на власти у Никшићу. Барјактаревић у пјесми пјева о Никшићу и Требјеси, иако је она из Берана.
У јулу 2021. изводила је композицију која велича дјело Анте Готовине и других хашких оптуженика за највеће погроме Срба после Другог светског рата, коју су изводили Мирослав Шкоро и неоусташки настројени извођач Марко Перковић Томпсон.

## Дискографија

### Албуми
- Крв сам твоја (2009)

### Синглови
- Луде године (2011)
- Боли ме (2011)
- Дупла с чемером (2012)
- Фатална (дует са Ша) (2012)
- Прстен (2013)
- Deja vu (2013)
- Мамбо (2014)
- Вријеме да се волимо (2014)
- Бисер Црне Горе (2014)
- Очајна (2015)
- Идемо на море (дует са Рубини) (2015)
- Кад љубав заплаче (2016)
- Због тебе (дует са Банетом Ивићем) (2016)
- Лузеру (2017)
- Пиле моје (дует са Дијаманти бендом) (2018)
- Ургентни центар (2018)
- Црна Гора је мој дом (2021)

### Спотови
| Спот                 | Година | Режисер           |
| -------------------- | ------ | ----------------- |
| Фатална              | 2012   | Харис Дубица      |
| Кад љубав заплаче    | 2016   | Дејан Милићевић   |
| Због тебе            | 2016   | Александар Савић  |
| Лузеру               | 2017   | Дејан Милићевић   |
| Пиле моје            | 2018   | Videal Media      |
| Ургентни центар      | 2018   | Дејан Милићевић   |
| За очи боје Дунава   | 2019   | Дејан Милићевић   |
| Црна Гора је мој дом | 2021   | Данила,Игор,Дејан |

### Фестивали
- 2007. Фестивал Цетиње - Твоја ноћ и моја зора - прва награда
- 2008. Гранд фестивал - Кад тела су врела
- 2010. Гранд фестивал - Мој животе, моја туго
- 2012. Гранд фестивал - Дупла с чемером
- 2014. Гранд фестивал - Линија надања
- 2015. Pink music festival - Очајна